# Пламен Дімов
Пламен Дімов (19 червня 1955 , Пловдив )  — музикант та вчитель музики.

## Життєпис
Він є випускником Національної школи музичного та танцювального мистецтва «Добрін Петков», м. Пловдив, де навчався грі на скрипці. Він продовжив навчання музичної освіти в Академії музики, танцю та образотворчого мистецтва міста Пловдив. Після закінчення університету гастролював Європою з болгарськими групами «Montana Band» та «Alibbi». 1986 року Дімов оселився у Фінляндії і завів сім'ю. 
Дімов дотримується філософії, що «ви ніколи не повинні бути задоволені тим, що вам кажуть ваші вчителі, ви повинні шукати свої власні істини». Він твердо вірить у «важку працю, як придбання досвіду».
Протягом багатьох років Пламен Дімов викладає музику в Євангелічному училищі міста Кітее, Фінляндія. Він відкрив і підтримав один з найвідоміших фінських гуртів Nightwish, його учнями були Туомас Голопайнен та перша вокалістка гурту Тар'я Турунен. Пламен Дімов виконав партію скрипки для альбому гурту Nightwish  «Oceanborn». Учні Дімова стали учасниками та фіналістами різних шоу талантів та конкурсів, таких як «Idols» та Голос Фінляндії.
Одним із численних проєктів Пламена Дімова є Міжнародний тиждень музики та мистецтва Кітее — семінар для талановитих молодих музикантів та художників з усього світу.
Дімов добре відомий своєю роботою з молодими музикантами та підтримкою їхньої творчості. Він випустив кілька альбомів для благодійності. За словами Пламена Дімова: «Діаманти Фінляндії — це не озерний пейзаж, а справжні діаманти — це молодь, наша надія на завтрашній день.»